# Paszniec
Paszniec (ros. Пашнец) – wieś w Rosji, w rejonie szeksnińkim obwodu wołogodzkiego. W 2010 r. liczyła 6 mieszkańców.